# Terreiro dos Evangelistas

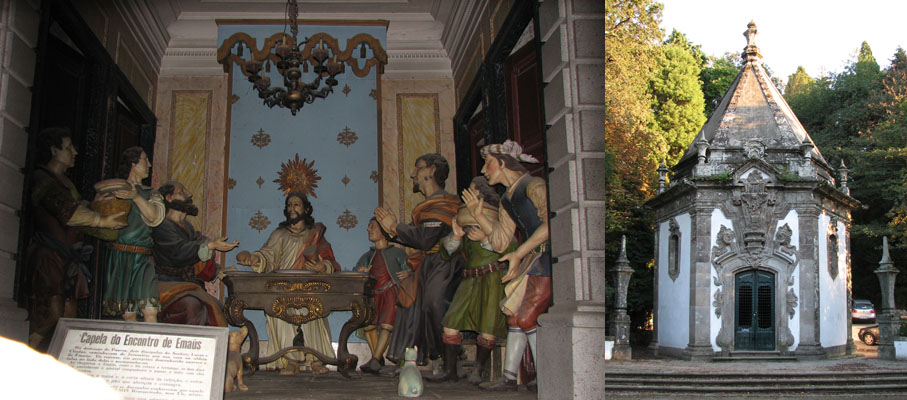
Santuário do Bom Jesus do Monte: Capela de Emaús.

O Terreiro dos Evangelistas, também referido como Largo da Três Capelas localiza-se no Santuário do Bom Jesus do Monte, na freguesia de Tenões, na cidade e município de Braga, distrito de mesmo nome, em Portugal.
Constitui-se numa praça de planta octagonal, integrante do Parque do Bom Jesus, onde termina a Via Sacra do Bom Jesus. Nesta praça erguem-se três capelas, interpostas por quatro fontes com estátuas dos Evangelistas e, ao centro, um chafariz ornamental.

## História
O terreiro foi aberto entre os anos de 1750 e 1760.
Em seguida, entre 1762 e 1765 foram projetadas as três capelas, possivelmente de autoria de André Soares, e executadas pelos pedreiros António Ferreira, Cristóvão José Farto, Caetano Lourenço, Francisco Soares e Manuel Vivas.
As imagens para as capelas, com risco do padre Silvestre de Campos, foram executadas por António Monteiro e pintadas por Matias de Lis de Miranda, José Inácio, João Teixeira e filho, José Galego e José Alves.
À época também foram esculpidas as quatro fontes e o chafariz central, tendo o conjunto sido oferecido pelo confrade Manuel Rebelo da Costa, e executado por Ambrósio dos Santos, José de Sousa, Custódio Luís Soares e Manuel Vivas.

## Capelas
Estas são as últimas capelas da Via Sacra do Bom Jesus do Monte:
- Aparição a Maria Madalena
- Discípulos de Emaús
- Ascensão

### Fonte de São Mateus
Na fonte de São Mateus, a água jorra pela boca de um anjo, e possui a inscrição: "Liber generationis Jesu Christi fill David fill Abraham. Math. C. IV, v. 1." ("Livro da geração de Jesus Cristo, filho de David, filho de Abraão.")

### Fonte de São Marcos
Na fonte de São Marcos a água jorra da boca de um leão e possui a inscrição "Sicut scriptum est in Isaia propheta... vox clamantis in deserto. Marc. C IV, v. 2, 3." ("Conforme está escrito no profeta Isaías... voz do que clama no deserto.")
Uma inscrição gravada atrás do pedestal da estátua do evangelista recorda a ação de um dos maiores benfeitores do Santuário: "Ano de 1767 sendo zellador e bemfeitor Manuel Rabello da Costa".

### Fonte de São João
Na fonte de São João a água jorra da boca de uma águia e possui a inscrição "In principio erat verbum et verbum erat apud deum, et Deus erat verbum. Joan. C. IV, 1." ("No princípio era o Verbo, e o Verbo estava com Deus e o Verbo era Deus.")

### Fonte de São Lucas
Na fonte de São Lucas a água jorra da boca de um touro e tem a inscrição: "Fuit in diebus Herodis regis Judaeae sacerdos quidã nomine Zacharias. Luc. C. IV, 5." ("No tempo de Herodes, rei da Judeia, houve um sacerdote de nome Zacarias").

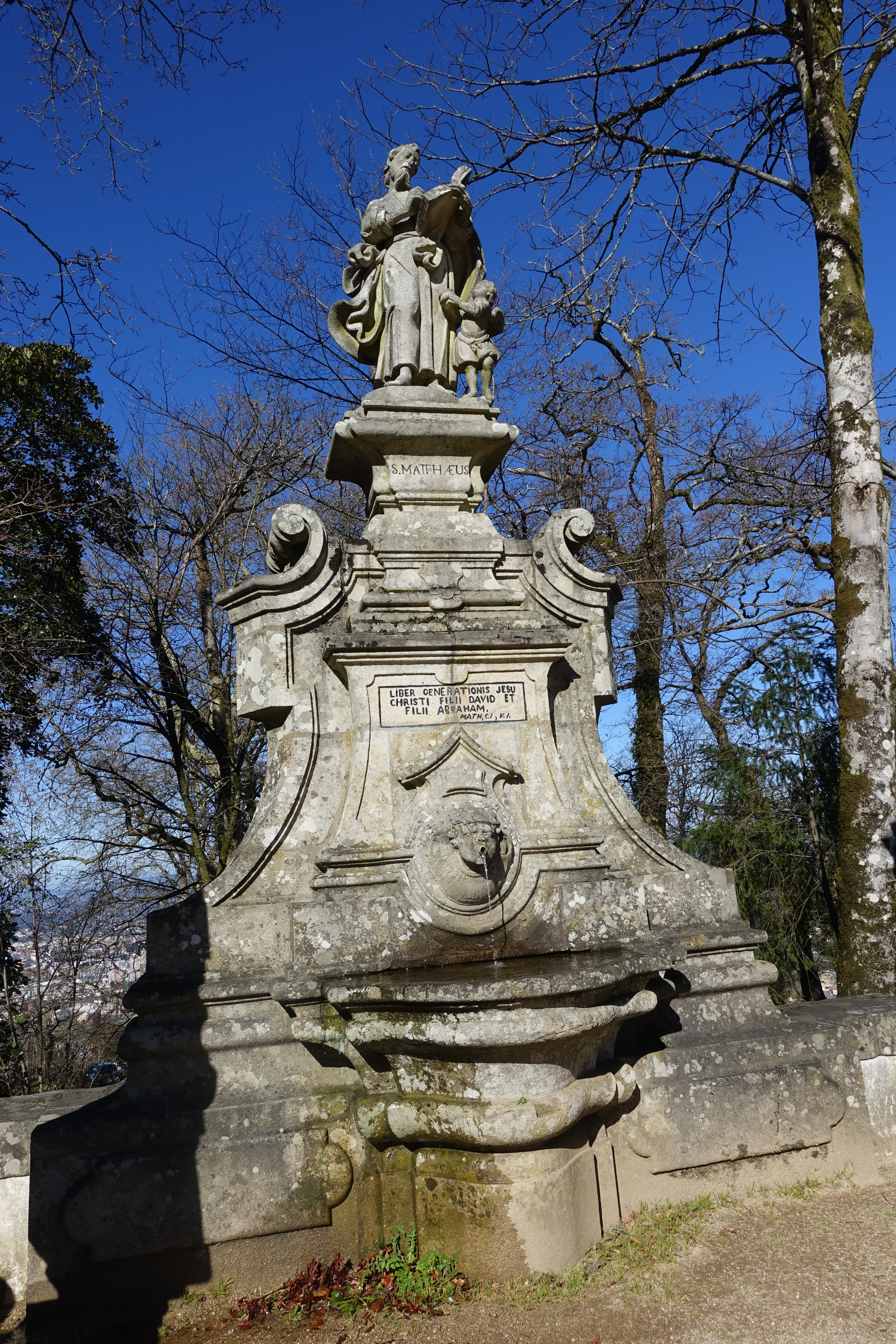
Fonte de São Mateus
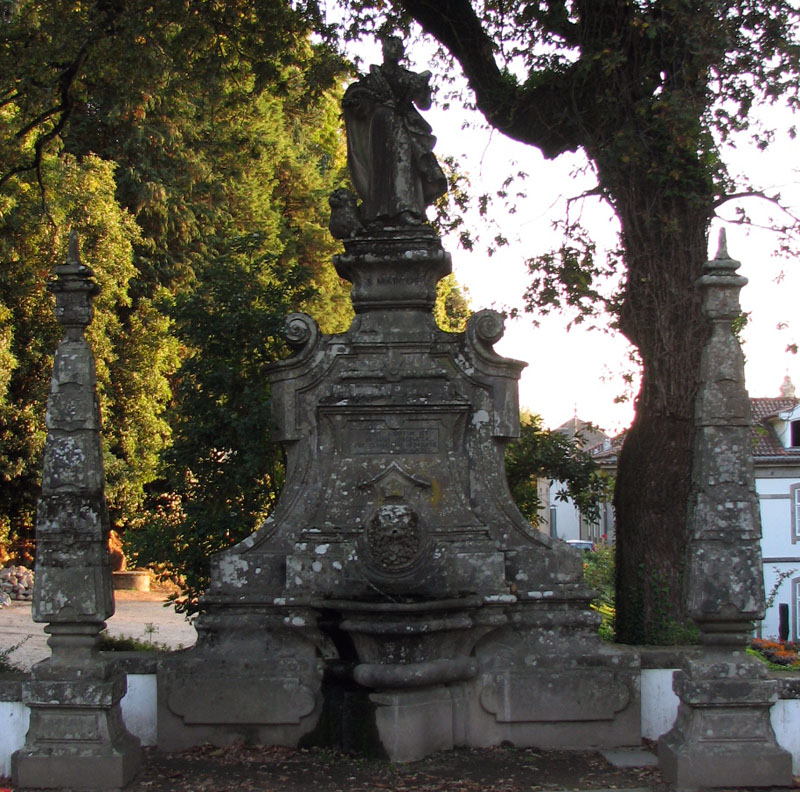
Fonte de São Marcos
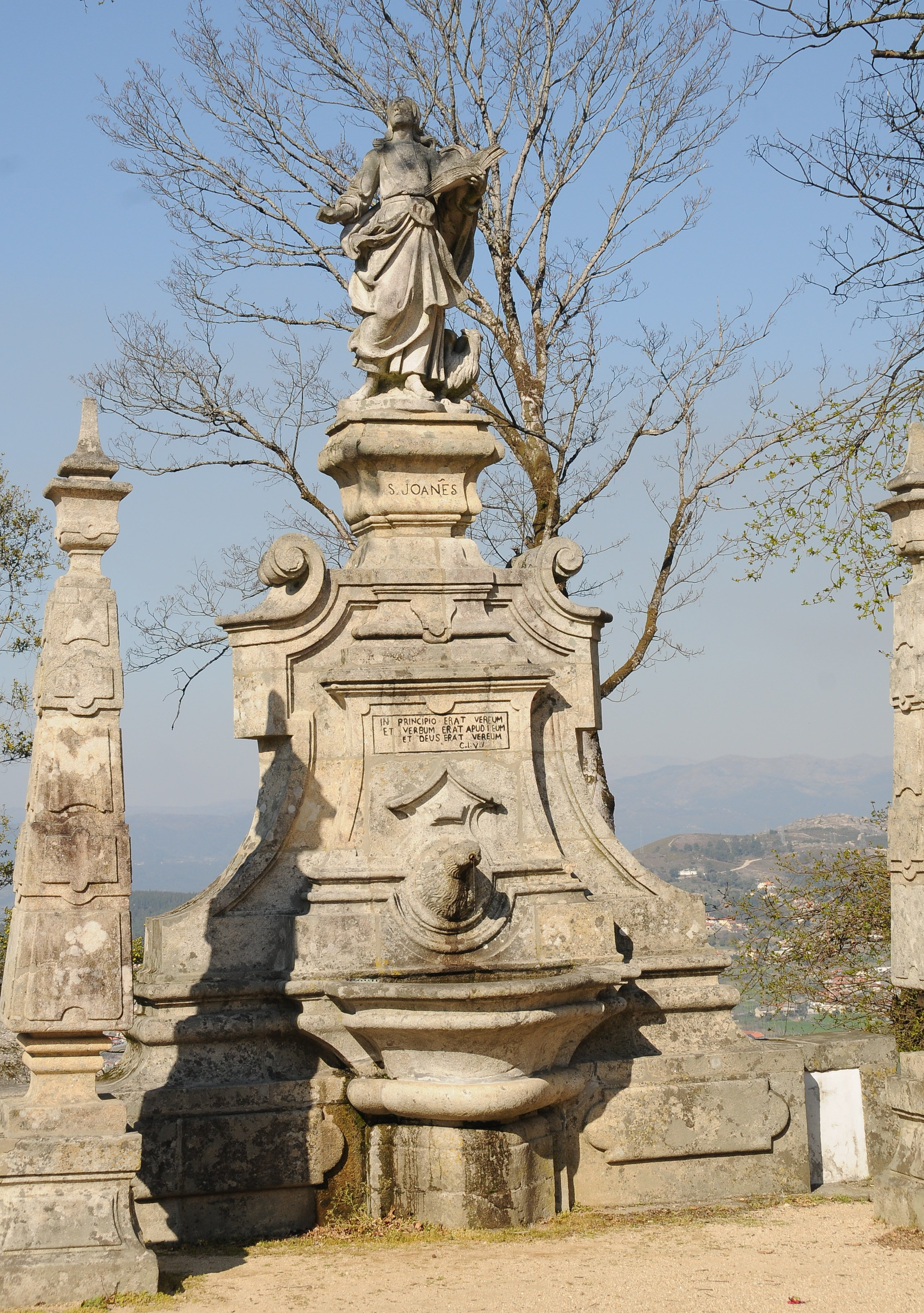
Fonte de São João
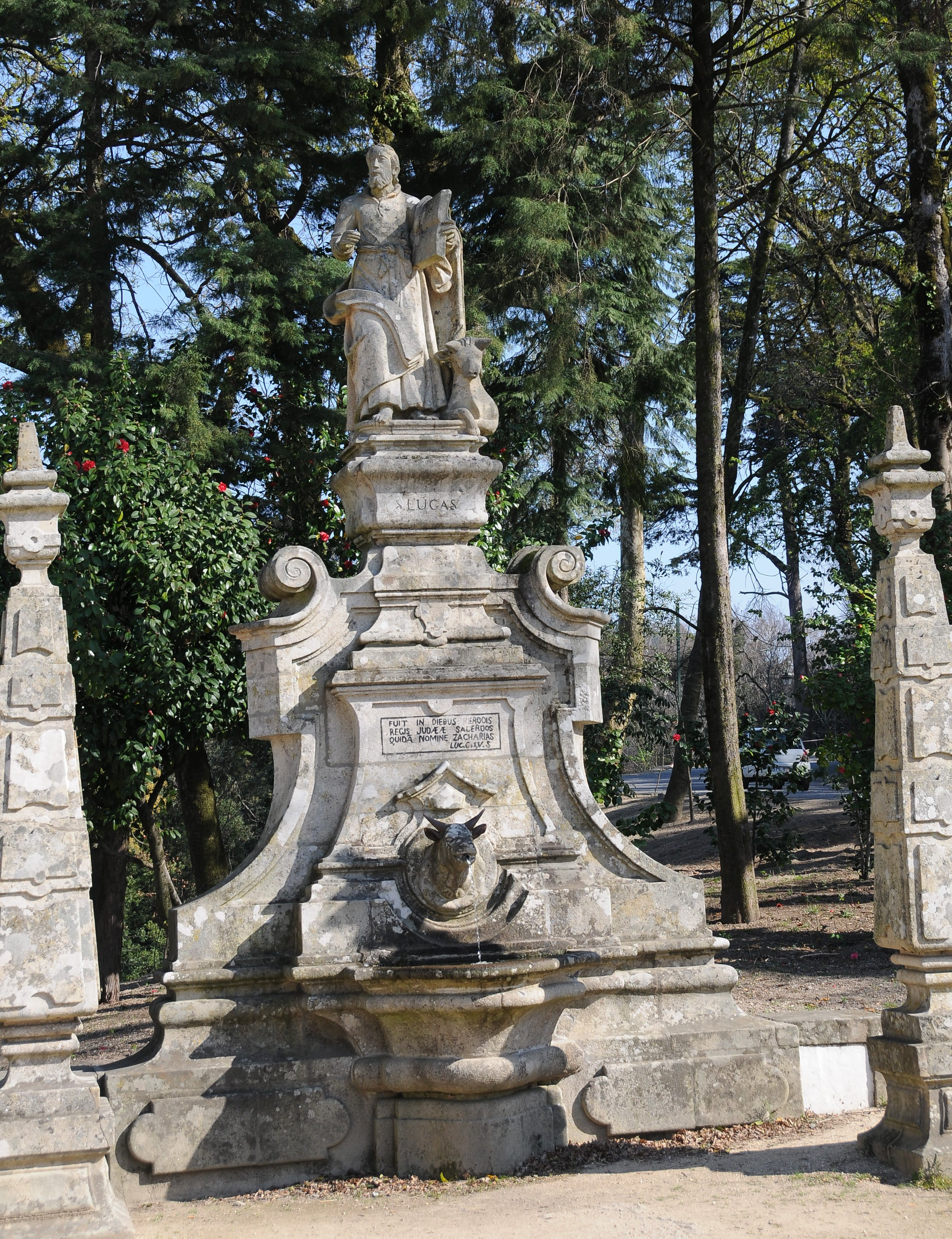
Fonte de São Lucas